# Andreas Nilsson
Andreas Nilsson (født 12. april 1990) er en svensk håndboldspiller, som spiller i Önnereds HK og for Sveriges herrerhåndboldlandshold. Han har tidligere spillet for Veszprém KC i Ungarn, HSV Hamburg i Tyskland og IFK Skövde og IFK Trelleborg i hjemlandet
Han har tidligere optrådt i IFK Skövde, hvor han spillede 89 kampe og scorede 466 mål, og HSV Hamburg. I 2014 fortsatte han til ungarske MVM Veszprém KC.
Nilsson spillede på det svenske U-landshold 2008-2011 og på A-landsholdet siden 2008. Han har pr. august 2024 spillet 154 kampe og scoret 350 mål. Som landsholdsspiller har han deltaget i en lang række slutrunder, herunder to olympiske lege (i 2012, hvor det blev til svenske sølvmedaljer, og 2016).